# Пружки
Пружки (рос. Пружки) — присілок в Опочецькому районі Псковської області Російської Федерації.
Населення становить 2 особи. Входить до складу муніципального утворення Пригородна волость.

## Історія
Від 2015 року входить до складу муніципального утворення Пригородна волость.

## Населення
| 2001 | 2002 | 2010 | 2012 | 2013 | 2014 | 2015 |
| ---- | ---- | ---- | ---- | ---- | ---- | ---- |
| 4    | ↗7   | ↘4   | ↘3   | →3   | →3   | →3   |
| 2016 |      |      |      |      |      |      |
| ↘2   |      |      |      |      |      |      |